# Mil Mi-3
Mil Mi-3 là một loại trực thăng thông dụng hạng nhẹ của Liên Xô, được thiết kế trong thập niên 1960. Đây là phiên bản nặng hơn và lớn hơn của trực thăng Mil Mi-2. Đây cũng là định danh của Nga cho mẫu trực thăng cỡ lớn được chế tạo dưới sự hợp tác của Ba Lan-Liên Xô dựa trên Mi-2, sau đó đã bị thay thế bằng loại Mi-4 năm 1971. Đề án này không bao giờ được thông qua. Do vấn đề về hợp tác, Ba Lan quyết định chế tạo một loại trực thăng mới hoàn toàn của họ, được định danh là PZL W-3 Sokół.
Một loại trực thăng khác cũng được định danh là Mil Mi-3, đây là bản cải tiến của Mil Mi-1.